# Етноелектроніка
Етноелектро́ніка (або етнотехно, етнотранс) — музичний напрямок, що поєднує в собі елементи електронної та етнічної музики. Розвивався в 1990-х і 2000-х роках. Термін етноелектроніка порівняно новий, він іноді використовується в пресі і регулярно в музичних онлайн-форумах, а в 2003 році був випущений збірник «Another Life: A Journey Into Ethnic Electronica» (Love Cat Music, «Інше життя: Подорож в етноелектроніку») .
В Україні першим альбомом етноелектроніки є альбом «Contaminated sound» Олександра Нестерова (1998), присвячений 15-літтю Чорнобильської трагедії. До альбому ввійшли 15 традиційних пісень та інструментальних награвань з регіону нинішньої Чорнобильської зони у виконанні ансамблю автентичного співу "Древо". Активно вдається до змішування української етніки та електроніки гурт Mavka.